# Michael Kohlmann
Michael Kohlmann (* 11. Januar 1974 in Hagen) ist ein ehemaliger deutscher Tennisspieler aus Herdecke. Sein erster Verein war der Herdecker T.C. Grün-Weiß 1976.

## Tenniskarriere
Er gewann in seiner Laufbahn  im Zeitraum von 2002 bis 2007 fünf Doppeltitel. In der Tennisweltrangliste erreichte er im Einzel als höchste Position im Jahr 1998 Platz 98, im Doppel wurde er im März 2007 auf Platz 27 geführt.
Für Deutschland spielte er im Jahr 2000 im Davis Cup gegen Australien. Des Weiteren wurde er für die Begegnungen gegen Kroatien 2002 und Argentinien 2003 nominiert. Im September 2006 feierte er ein Comeback im deutschen Davis-Cup-Team, als er zusammen mit Alexander Waske die Doppelbegegnung im Abstiegs-Play-Off gegen Thailand gewann. Auch in der Davis-Cup-Saison 2007 holte er in der ersten Runde gegen Kroatien mit Doppelpartner Alexander Waske das vorentscheidende 2:1. In der Viertelfinalbegegnung gegen Belgien wurde Kohlmann ebenfalls neben Waske im Doppel eingesetzt; sie gewannen und sicherten damit den entscheidenden dritten Punkt für den Einzug ins Davis-Cup-Halbfinale. Das bedeutungslose Einzel gegen Christoph Rochus, das er dann für den bereits abgereisten Tommy Haas bestritt, verlor Kohlmann in drei Sätzen. Seine Bilanz ist damit im Davis Cup 4:4.
In der Saison 2007 erreichte Kohlmann an der Seite von Rainer Schüttler das Viertelfinale der French Open. Anfang 2007 initiierte er zusammen mit Alexander Waske sowie weiteren aktiven und ehemaligen deutschen Tennisprofis die Aktion Tennis Germany, deren Ziel es ist, Tennis in Deutschland auf absehbare Zeit wieder zur Sportart Nummer 2 nach Fußball zu machen. 2013 in Wimbledon spielte er sein letztes Turnier als Aktiver.
Im Februar 2015 übernahm er das Kapitänsamt der deutschen Davis-Cup-Mannschaft.

## Erfolge
| Legende (Anzahl der Siege)                       |
| Grand Slam                                       |
| ATP World Tour Finals                            |
| ATP World Tour Masters 1000                      |
| ATP International Series Gold ATP World Tour 500 |
| ATP International Series ATP World Tour 250 (5)  |
| ATP Challenger Tour (28)                         |

### Einzel

#### Turniersiege
| Nr. | Datum            | Turnier         | Belag       | Finalgegner      | Ergebnis        |
| --- | ---------------- | --------------- | ----------- | ---------------- | --------------- |
| 1.  | 7. Dezember 1997 | Bad Lippspringe | Teppich (i) | Rainer Schüttler | 4:6, 7:6, 7:5   |
| 2.  | 15. März 1998    | Kyōto           | Teppich (i) | Steve Campbell   | 7:6, 3:6, 6:3   |
| 3.  | 25. Februar 2001 | Hull            | Teppich (i) | Kristian Pless   | 5:7, 7:63, 7:65 |
| 4.  | 5. August 2001   | Wrexham         | Hartplatz   | Ladislav Švarc   | 6:4, 6:2        |
| 5.  | 29. Januar 2007  | San José        | Hartplatz   | John van Lottum  | 6:3, 6:4        |

### Doppel

#### Turniersiege

##### ATP World Tour
| Nr. | Datum             | Turnier    | Belag         | Partner         | Finalgegner                        | Ergebnis         |
| --- | ----------------- | ---------- | ------------- | --------------- | ---------------------------------- | ---------------- |
| 1.  | 11. Februar 2002  | Kopenhagen | Hartplatz (i) | Julian Knowle   | Jiří Novák Radek Štěpánek          | 7:6, 7:5         |
| 2.  | 30. Dezember 2002 | Chennai    | Hartplatz     | Julian Knowle   | František Čermák Leoš Friedl       | 7:6, 7:6         |
| 3.  | 10. Januar 2005   | Auckland   | Hartplatz     | Yves Allegro    | Simon Aspelin Todd Perry           | 6:4, 7:6         |
| 4.  | 10. April 2006    | Houston    | Sand          | Alexander Waske | Julian Knowle Jürgen Melzer        | 5:7, 6:4, [10:5] |
| 5.  | 29. Januar 2007   | Zagreb     | Teppich (i)   | Alexander Waske | František Čermák Jaroslav Levinský | 7:6, 4:6, [10:5] |

##### ATP Challenger Tour
| Nr. | Datum              | Turnier         | Belag         | Partner           | Finalgegner                           | Ergebnis         |
| --- | ------------------ | --------------- | ------------- | ----------------- | ------------------------------------- | ---------------- |
| 1.  | 24. August 1997    | Nettingsdorf    | Sand          | Björn Jacob       | Thomas Buchmayer Thomas Strengberger  | 6:2, 3:6, 6:3    |
| 2.  | 5. Oktober 1997    | Sevilla         | Sand          | Tuomas Ketola     | Álex Calatrava Pepe Imaz              | 4:6, 6:1, 6:3    |
| 3.  | 7. Dezember 1997   | Bad Lippspringe | Teppich (i)   | Tuomas Ketola     | Dirk Dier Lars Koslowski              | 4:6, 6:3, 7:5    |
| 4.  | 14. Dezember 1997  | Wismar          | Teppich (i)   | Lars Burgsmüller  | Bernardo Martínez Óscar Ortiz         | 6:4, 7:6         |
| 5.  | 31. Januar 1999    | Heilbronn (1)   | Teppich (i)   | Filippo Veglio    | Justin Gimelstob Chris Woodruff       | 6:4, 6:73, 7:5   |
| 6.  | 7. Februar 1999    | Hamburg         | Teppich (i)   | Filippo Veglio    | Martín Alberto García Cristiano Testa | 6:4, 7:63        |
| 7.  | 12. September 1999 | Aschaffenburg   | Sand          | Francisco Cabello | Vincenzo Santopadre Cristiano Testa   | 1:6, 6:3, 6:4    |
| 8.  | 26. November 2000  | Knoxville       | Hartplatz (i) | Karsten Braasch   | Jeff Coetzee Marcos Ondruska          | 6:0, 7:64        |
| 9.  | 23. Februar 2001   | Hull            | Teppich (i)   | Michaël Llodra    | Barry Cowan Martin Lee                | 6:2, 6:3         |
| 10. | 16. September 2001 | Zabrze          | Sand          | Julian Knowle     | Karol Beck Igor Zelenay               | 6:1, 7:65        |
| 11. | 4. November 2001   | Aachen (1)      | Teppich (i)   | Julian Knowle     | Marc-Kevin Goellner Marcos Ondruska   | 6:3, 7:64        |
| 12. | 25. November 2001  | Caracas         | Hartplatz     | Julian Knowle     | Tomas Behrend Daniel Melo             | 7:5, 6:3         |
| 13. | 7. Februar 2004    | Breslau         | Hartplatz (i) | Dominik Hrbatý    | Bartłomiej Dąbrowski Łukasz Kubot     | 7:5, 6:3         |
| 14. | 19. November 2005  | Helsinki        | Hartplatz (i) | Yves Allegro      | Christopher Kas Philipp Petzschner    | 4:6, 6:1, 6:4    |
| 15. | 29. Januar 2006    | Waikoloa        | Hartplatz     | Cecil Mamiit      | Scott Lipsky David Martin             | 6:3, 6:4         |
| 16. | 19. Februar 2006   | Belgrad (1)     | Teppich (i)   | Alexander Waske   | Ivo Minář Jan Minář                   | 6:63, 6:3        |
| 17. | 27. Januar 2007    | Heilbronn (2)   | Hartplatz (i) | Rainer Schüttler  | Sander Groen Michaël Llodra           | kampflos         |
| 18. | 17. August 2008    | Istanbul II     | Hartplatz     | Frank Moser       | David Škoch Igor Zelenay              | 7:64, 6:4        |
| 19. | 2. November 2008   | Aachen (2)      | Teppich (i)   | Alexander Waske   | Travis Parrott Filip Polášek          | 6:4, 6:4         |
| 20. | 21. Februar 2009   | Belgrad (2)     | Teppich (i)   | Philipp Marx      | Aisam-ul-Haq Qureshi Lovro Zovko      | 3:6, 6:2, [10:8] |
| 21. | 7. November 2009   | Eckental        | Teppich (i)   | Alexander Peya    | Philipp Marx Igor Zelenay             | 6:4, 7:64        |
| 22. | 17. April 2011     | Johannesburg    | Hartplatz     | Alexander Peya    | Andre Begemann Matthew Ebden          | 6:2, 6:2         |
| 23. | 20. August 2011    | Cordenons       | Sand          | Julian Knowle     | Colin Ebelthite Adam Feeney           | 2:6, 7:5, [10:5] |

#### Finalteilnahmen

##### ATP World Tour
| Nr. | Datum              | Turnier        | Belag         | Partner          | Finalgegner                        | Ergebnis           |
| --- | ------------------ | -------------- | ------------- | ---------------- | ---------------------------------- | ------------------ |
| 1.  | 19. September 1999 | Bournemouth    | Sand          | Nicklas Kulti    | David Adams Jeff Tarango           | 3:6, 7:6, 6:7      |
| 2.  | 16. Juli 2000      | Gstaad (1)     | Sand          | Jérôme Golmard   | Jiří Novák David Rikl              | 6:3, 3:6, 4:6      |
| 3.  | 6. Mai 2002        | Mallorca       | Sand          | Julian Knowle    | Mahesh Bhupathi Leander Paes       | 2:6, 4:6           |
| 4.  | 3. März 2003       | Kopenhagen     | Hartplatz (i) | Julian Knowle    | Tomáš Cibulec Pavel Vízner         | 5:7, 7:5, 2:6      |
| 5.  | 20. Oktober 2003   | St. Petersburg | Hartplatz (i) | Rainer Schüttler | Julian Knowle Nenad Zimonjić       | 6:71, 3:6          |
| 6.  | 23. Mai 2004       | Casablanca (1) | Sand          | Yves Allegro     | Enzo Artoni Fernando Vicente       | 6:71, 3:6          |
| 7.  | 23. August 2004    | Long Island    | Sand          | Yves Allegro     | Antony Dupuis Michaël Llodra       | 2:6, 4:6           |
| 8.  | 7. Februar 2005    | San José       | Hartplatz (i) | Yves Allegro     | Wayne Arthurs Paul Hanley          | 6:74, 4:6          |
| 9.  | 4. Juli 2005       | Gstaad (2)     | Sand          | Rainer Schüttler | František Čermák Leoš Friedl       | 6:76, 6:711        |
| 10. | 30. April 2006     | Casablanca (2) | Sand          | Alexander Waske  | Julian Knowle Jürgen Melzer        | 3:6, 4:6           |
| 11. | 12. Juni 2006      | Halle          | Rasen         | Rainer Schüttler | Nenad Zimonjić Fabrice Santoro     | 0:6, 4:6           |
| 12. | 12. Juli 2009      | Newport        | Rasen         | Rogier Wassen    | Jordan Kerr Rajeev Ram             | 7:66, 6:77, [6:10] |
| 13. | 9. Mai 2010        | München        | Sand          | Eric Butorac     | Oliver Marach Santiago Ventura     | 7:5, 3:6, [14:16]  |
| 14. | 2. Oktober 2011    | Bangkok        | Hartplatz     | Alexander Waske  | Oliver Marach Aisam-ul-Haq Qureshi | 6:74, 6:75         |

## Abschneiden bei Grand-Slam-Turnieren

### Einzel
| Turnier         | 1998 | 1999 | 2000 | 2001 | 2002 | Karriere |
| --------------- | ---- | ---- | ---- | ---- | ---- | -------- |
| Australian Open | —    | 1    | —    | —    | 1    | 1        |
| French Open     | —    | —    | —    | —    | —    | —        |
| Wimbledon       | —    | 1    | 1    | —    | 1    | 1        |
| US Open         | 3    | 2    | —    | —    | —    | 3        |

Zeichenerklärung: S = Turniersieg; F, HF, VF, AF = Einzug ins Finale / Halbfinale / Viertelfinale / Achtelfinale; 1, 2, 3 = Ausscheiden in der 1. / 2. / 3. Hauptrunde; Q1, Q2, Q3 = Ausscheiden in der 1. / 2. / 3. Runde der Qualifikation; n. a. = nicht ausgetragen

### Doppel
| Turnier         | 1998 | 1999 | 2000 | 2001 | 2002 | 2003 | 2004 | 2005 | 2006 | 2007 | 2008 | 2009 | 2010 | 2011 | 2012 | 2013 | Karriere |
| --------------- | ---- | ---- | ---- | ---- | ---- | ---- | ---- | ---- | ---- | ---- | ---- | ---- | ---- | ---- | ---- | ---- | -------- |
| Australian Open | 1    | 2    | 1    | 1    | 1    | 1    | 2    | 1    | 1    | 1    | —    | 1    | HF   | AF   | 2    | 2    | HF       |
| French Open     | —    | 1    | —    | 2    | 1    | 2    | AF   | 2    | 1    | VF   | —    | AF   | 1    | AF   | 1    | —    | VF       |
| Wimbledon       | —    | 1    | —    | —    | 2    | —    | 1    | 1    | 2    | 2    | 2    | —    | 1    | 1    | 2    | —    | 2        |
| US Open         | 2    | 1    | 1    | —    | 1    | 2    | 2    | —    | AF   | 2    | 1    | 2    | 2    | 2    | 1    | —    | AF       |

### Mixed
| Turnier         | 2004 | 2005 | 2006 | 2007 | 2008 | 2009 | 2010 | 2011 | Karriere |
| --------------- | ---- | ---- | ---- | ---- | ---- | ---- | ---- | ---- | -------- |
| Australian Open | —    | —    | —    | —    | —    | —    | —    | 1    | 1        |
| French Open     | —    | —    | —    | —    | —    | —    | 1    | —    | 1        |
| Wimbledon       | 1    | 2    | —    | —    | —    | —    | 1    | —    | 2        |
| US Open         | —    | —    | —    | —    | —    | —    | —    | —    | —        |